# Peter Bäuerlein

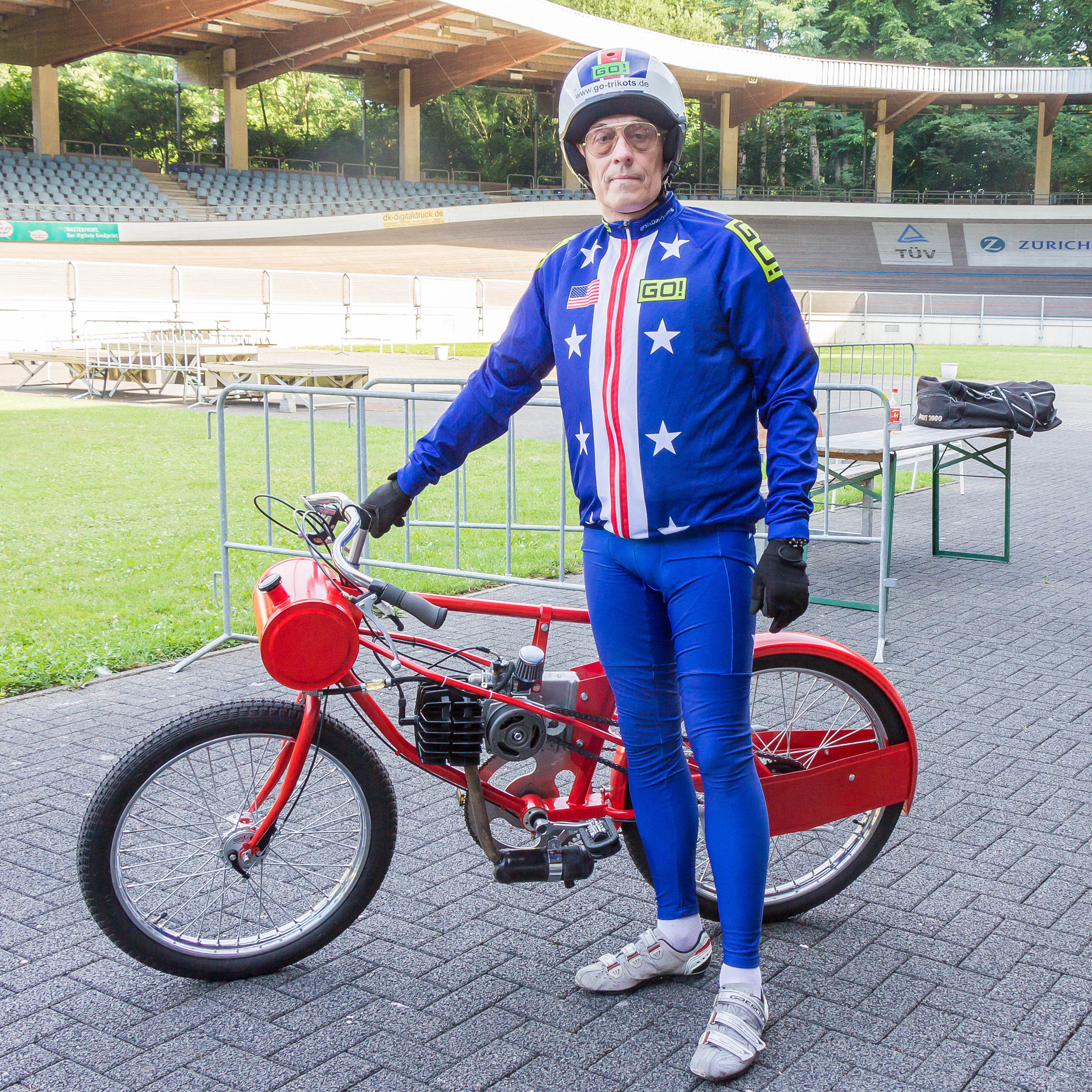
Peter Bäuerlein (2017)

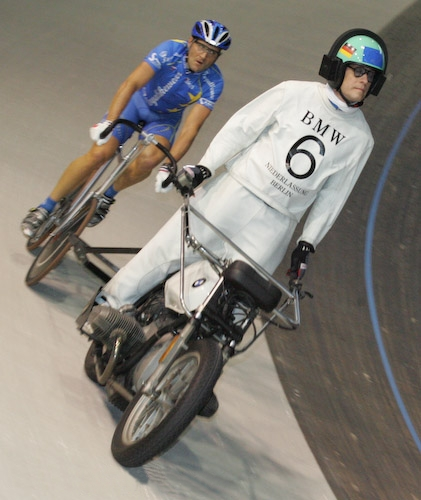
Schrittmacher Peter Bäuerlein und Timo Scholz bei der Offenen Berliner Meisterschaft der Steher 2009

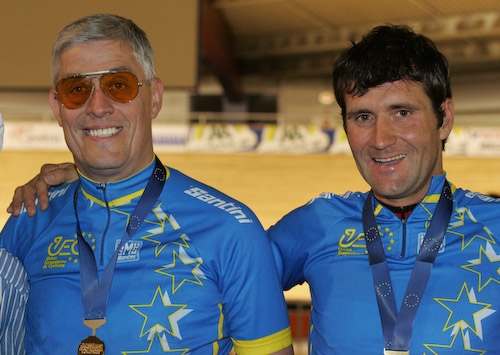
Schrittmacher Peter Bäuerlein und Timo Scholz bei der EM 2008 in Alkmaar

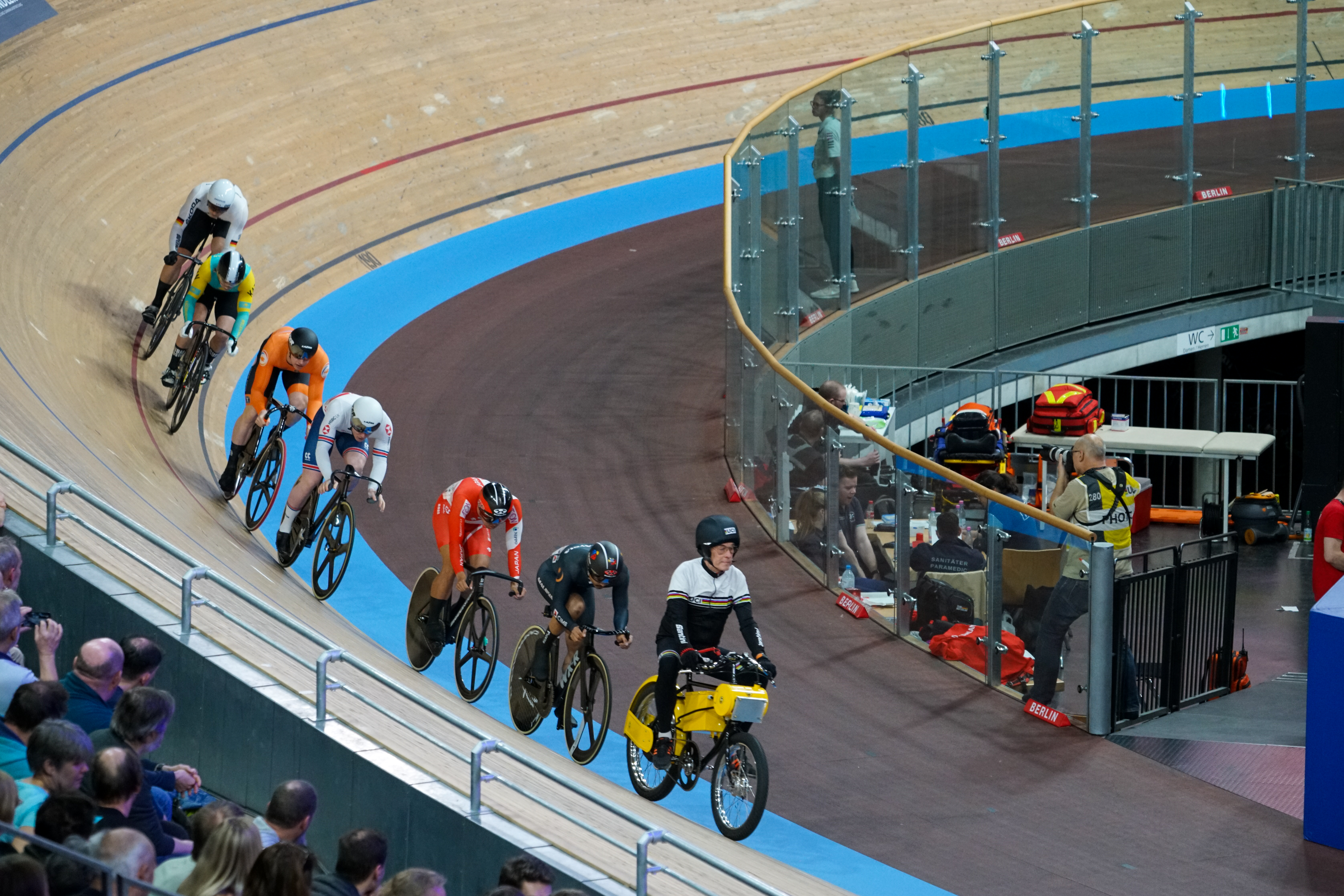
Bäuerlein auf einem E-Derny bei der Bahn-WM 2020

Peter Bäuerlein (* 22. Dezember 1960 in Nürnberg) ist ein deutscher Radsportler. Seit 1980 ist Peter Bäuerlein als Schrittmacher bei Steherrennen und Dernyrennen aktiv.

## Sportliche Laufbahn
Nach dem Sieg bei der Niederländischen Stehermeisterschaft 2011/2012 gemeinsam mit Matthé Pronk am 24. Januar 2012 in Alkmaar bis zur British Cycling Dernymeisterschaft 2012, bei der ihm auf Grund einer Änderung in der Sportordnung des Britischen Radsportverbandes das Startrecht verweigert wurde, hielt Bäuerlein gleichzeitig vier Titel in den drei Nationen Deutschland, England und Niederlande. Insgesamt hat er drei Europameisterschaften und 20 nationale Titel errungen, davon 16 deutsche Meisterschaften. Mit sieben aufeinander folgenden deutschen Stehermeisterschaften in den Jahren 2011 bis 2017 ist er alleiniger Rekordhalter in dieser Kategorie. Gemeinsam mit Florian Fernow wurde er von 2011 bis 2013 dreimal hintereinander und mit Stefan Schäfer von 2014 bis 2017 viermal hintereinander Deutscher Stehermeister. Er gilt als der erfolgreichste Schrittmacher des vergangenen Jahrzehnts und startete bei insgesamt 31 UEC-Europameisterschaften für Steher- oder Dernyrennen. Kein anderer Sportler kann mehr aktive Teilnahmen an UEC Europameisterschaften vorweisen. Seit der Verabschiedung von Christian Dippel aus dem aktiven Wettkampf, wird er als der weltweit erfolgreichste aktive Schrittmacher bezeichnet.
Bei den UEC-Bahn-Europameisterschaften 2017 und  den UEC-Bahn-Europameisterschaften 2022 sowie den UCI-Bahn-Weltmeisterschaften 2020 wurde Bäuerlein als Schrittmacher in den Keirin-Wettbewerben eingesetzt.

## Ehrungen
Am 22. Juni 2017 wurde Bäuerlein für besondere Leistungen um den bayerischen Radsport die Goldene Leistungsnadel des Bayerischen Radsportverbands verliehen.

## Erfolge als Schrittmacher
- 1984 - 3. Platz Deutsche Meisterschaft der Profi-Steher mit Hans Hindelang in Büttgen
- 1987 - 3. Platz Deutsche Meisterschaft der Amateur-Steher mit Peter Zander in Berlin
- 1994 - 2. Platz Deutsche Derny Meisterschaft mit Torsten Rellensmann in Büttgen
- 1995 -  Deutscher Derny-Meister mit Torsten Rellensmann in Forst
- 1996 -  Deutscher Derny-Meister mit Carsten Podlesch in Hamburg
- 1997 - 2. Platz Deutsche Derny-Meisterschaft mit Carsten Podlesch in Köln
- 2000 - 2. Platz UEC-Derny-Europameisterschaft mit Stefan Steinweg in Amsterdam; 2. Platz Deutsche Derny-Meisterschaft mit Stefan Steinweg in Bielefeld
- 2006 - 3. Platz Deutsche Meisterschaft der Steher mit Florian Fernow in Leipzig
- 2007 -  UEC-Europameister der Steher mit Timo Scholz in Alkmaar[3]; 3. Platz Deutsche Meisterschaft der Steher mit Timo Scholz in Nürnberg
- 2008 -  UEC-Europameister der Steher mit Timo Scholz in Alkmaar[4];  Deutscher Meister der Steher mit Timo Scholz in Bielefeld[5]
- 2009 - 3. Platz UEC-Derny-Europameisterschaft mit Roger Kluge in Gent[6]; 2. Platz Deutsche Meisterschaft der Steher mit Timo Scholz in Leipzig[7];
- 2010 - 2. Platz Niederländische Meisterschaft der Steher 2010/2011 mit Matthé Pronk in Alkmaar; 2. Platz Niederländische Derny-Meisterschaft mit Peter Schep in Apeldoorn
- 2011 -  Deutscher Meister der Steher mit Florian Fernow in Leipzig[8];  Britischer Derny-Meister mit Hannah Walker in Herne Hill, London;  Britischer Derny-Meister mit Jack Kirk in Herne Hill, London;
- 2012 -  Niederländischer Meister der Steher 2011/2012 mit Matthé Pronk in Alkmaar;  Deutscher Meister der Steher mit Florian Fernow in Nürnberg;  Niederländischer Meister der Steher 2012/2013 mit Matthé Pronk in Alkmaar;
- 2013 - 2. Platz UEC-Europameisterschaft der Steher mit Florian Fernow in Nürnberg;  Deutscher Meister der Steher mit Florian Fernow in Bielefeld; 2. Platz Niederländische Meisterschaft der Steher 2013/2014 mit Matthé Pronk in Alkmaar; 3. Platz Niederländische Derny-Meisterschaft mit Bart Harmsen in Amsterdam;
- 2014 - 2. Platz UEC-Europameisterschaft der Steher mit Stefan Schäfer in Forst; 2. Platz UEC-Derny-Europameisterschaft mit Achim Burkart in Ballerup;  Deutscher Meister der Steher mit Stefan Schäfer in Leipzig;  Deutscher Dernymeister mit Leif Lampater in Hannover; 3. Platz Niederländische Derny-Meisterschaft mit Andre Looij in Amsterdam;
- 2015 -  Deutscher Meister der Steher mit Stefan Schäfer in Leipzig;  Deutscher Dernymeister mit Stefan Schäfer in Nürnberg;
- 2016 -  UEC-Europameister der Steher mit Stefan Schäfer in Saint-Quentin-en-Yvelines;  Deutscher Meister der Steher mit Stefan Schäfer in Forst; 2. Platz Deutsche Derny-Meisterschaft mit Stefan Schäfer in Oberhausen-Rheinhausen
- 2017 - 3. Platz UEC-Europameisterschaft der Steher mit Stefan Schäfer in Berlin;  Deutscher Meister der Steher mit Stefan Schäfer in Nürnberg; 2. Platz Deutsche Derny-Meisterschaft mit Luca Felix Happke in Heidenau
- 2018 - 3. Platz UEC-Europameisterschaft der Steher mit Daniel Harnisch in Erfurt;
- 2019 - 3. Platz UEC-Europameisterschaft der Steher mit Daniel Harnisch in Pordenone; 3. Platz UEC-Derny-Europameisterschaft der Frauen mit Romy Kasper in Pordenone; 3. Platz UEC-Derny-Europameisterschaft der Männer mit Marcel Franz in Pordenone; 3. Platz Deutsche Derny-Meisterschaft mit Marcel Franz in Mannheim
- 2020 -  Deutscher Dernymeister mit Marcel Franz in Oberhausen-Rheinhausen[9];  Deutscher Meister der Steher mit Daniel Harnisch in Erfurt[10];
- 2021 - 2. Platz Deutsche Derny-Meisterschaft mit Marcel Franz in Niederpöring; 3. Platz Deutsche Meisterschaft der Steher mit Daniel Harnisch in Chemnitz;
- 2022 -  Deutscher Meister der Steher mit Daniel Harnisch in Berlin; 3. Platz UEC-Europameisterschaft der Steher mit Daniel Harnisch in Lyon[11]; 3. Platz Deutsche Derny-Meisterschaft mit Vincent Vonhof in Dudenhofen;
- 2023 - 2. Platz UEC-Europameisterschaft der Steher mit Daniel Harnisch in Pordenone.
- 2025 -  Deutscher Dernymeister der Frauen mit Messane Bräutigam in Erfurt;